# プリシラ・ロペス＝シュリエプ
プリシラ・ロペス＝シュリエプ（Priscilla Lopes-Schliep、1982年8月26日 - ）はカナダの陸上競技選手、北京オリンピック女子100mハードル銅メダリスト。
プリシラはスカーバロー出身、ホイットビー在住。ガイアナとポルトガルにルーツを持つ。ネブラスカ大学リンカーン校で学び、2007年秋にネブラスカ大学のバスケットボール選手ブロンセン・シュリエプと結婚した。またプリシラはカナダのサッカー選手ドウェイン・デ・ロサリオの従兄妹である。
プリシラは2008年8月北京オリンピック100mHで12秒64の記録でドーン・ハーパーとサリー・マクレランに次ぐ3位に入り銅メダルを獲得。トラック競技のカナダ勢としてはアトランタオリンピックのドノバン・ベイリー以来、女子カナダ勢としてはバルセロナオリンピック以来となるメダル獲得となった。翌2009年8月にベルリンで行われた世界陸上競技選手権大会100mHでは12秒54を記録して2位に入った。また2009年カナダ陸連最優秀選手賞を受賞した。
2010年、プリシラはこの年に始まったIAAFダイヤモンドリーグで各地を転戦、ローザンヌ・ロンドン・ブリュッセルの3勝を挙げて女子100mHの種目別年間王者に輝いた。ロンドンで記録した12秒52（+0.2m/秒）は女子100mHの2010年世界最高記録となった。

## 自己記録
| 種目  | 記録          | 場所               | 年月日        |
| ----- | ------------- | ------------------ | ------------- |
| 屋外  |               |                    |               |
| 100mH | 12秒49 (+1.3) | ブリュッセル       | 2009年9月4日  |
| 100m  | 11秒44 (+1.0) | ビクトリア         | 2003年7月19日 |
| 室内  |               |                    |               |
| 60m   | 7秒23         | リンカーン         | 2005年2月26日 |
| 200m  | 23秒50        | リンカーン         | 2006年2月25日 |
| 50mH  | 6秒82         | ストックホルム     | 2008年2月21日 |
| 55mH  | 7秒51         | フレズノ           | 2008年1月21日 |
| 60mH  | 7秒82         | シュトゥットガルト | 2010年2月6日  |
| [ 9 ] |               |                    |               |